# Jacobo Fitz-James Stuart (3e duc de Berwick)
Pour les articles homonymes, voir Fitz-James (homonymie).
Jacobo Francisco Eduardo de Fitz-James Stuart y Colón de Portugal, 3e duc de Berwick, 10e duc de Veragua, (28 décembre 1718 – Valence, 30 septembre 1785) est un Jacobite naturalisé espagnol. À la mort de son père, James Fitz-James Stuart, en 1738, il hérite de ses titres de duc de Berwick et de duc de Liria et Xerica (il possède beaucoup d'autres titres à la fois en Espagne et en Angleterre). Sa mère est espagnole, et de son côté, il descend directement par sa mère de l'explorateur Christophe Colomb.

## Les mariages et la descendance
Le 26 juillet 1738, à Alba de Tormes, il épouse Maria Teresa de Silva y Alvarez de Toledo (6 mai 1716 - 5 mai 1790), fille de Manuel Maria de Silva y Mendoza, (né le 18 octobre 1677), 9e comte de Galve, 7e fils du 5e duc de Pastrana et Estremera et de la remarquablement riche Maria Teresa Alvarez de Toledo, (18 septembre 1691 - 1755), 11e duchesse d'Alba de Tormes, 8e duchesse de Huéscar, 4e duchesse de Montoro, 6e duchesse de Olivares, 7e duchesse de Galisteo, grande d'Espagne, et une quantité phénoménale de titres de noblesse.
Leur seul fils survivant à l'âge adulte était Carlos Fitz-James Stuart, (Liria, Valence, 25 mars 1752 - Madrid, 7 septembre 1787).